# Gnathotrusia peraea
Gnathotrusia peraea är en fjärilsart som beskrevs av Hall 1928. Gnathotrusia peraea ingår i släktet Gnathotrusia och familjen praktfjärilar. Inga underarter finns listade i Catalogue of Life.